# Hyracotherium
Hyracotherium  ("mullvadsdjur") eller Eohippus ("gryningens häst") är den av de kända hästarna som levde längst tillbaka i tiden, för cirka 50 miljoner år sedan, under eocen. Den var ungefär så stor som en normalstor hund med en mankhöjd på cirka 36 cm och en vikt av ungefär 5,5 kg. Hyracotherium hade fyra fingrar vid framfoten och tre tår vid bakfoten. Den levde på norra halvklotet. Flest fynd efter Eohippus har hittats i New Mexico och Wyoming i USA.
Fossil hittades även i Frankrike, Storbritannien och Mongoliet.
Taxonomiska undersökningar visade att inte alla arter som ursprungligen listades i släktet är direkta förfäder till dagens hästar. Till exempel tillhör typarten Hyracotherium leporinum familjen Palaeotheriidae som är en systergrupp till hästarna. Arter som är föregångare till hästarna som Hyracotherium vulpiceps flyttades därför till släktet Pliolophus.
Eohippus hade en trampdyna bakom tårna, liknande hundars trampdynor och huvudet var rådjurslikt. Släktets medlemmar avbildas i konstnärliga tolkningar ofta som djur med strimmor eller med prickar som är ordnade i rader enligt en teori av den engelska tidskriftsutgivaren och lexikografen Charles Knight. Även flera av de nu levande hovdjuren som äter blad och knoppar har liknande teckningar på bålen vad som fungerar som kamouflage. Ryggen var krökt som på en hare. Ögonen satt på sidorna av huvudet vilket gav ett stort synfält som var viktigt för att kunna fly från fiender. 
Tänderna var inte lika bra utvecklade för gräsätare som hos dagens hästar. Kindtänderna hade till exempel låga kronor. De åt istället saftiga blad, frukter och knoppar.
Forskarna kallade denna häst för gryningshästen och namnet Eohippus betyder just "morgonrodnadens häst". År 1867 hittades ett nästan intakt skelett av Eohippus i klippformationer i Wyoming, USA. Det var med hjälp av detta som forskarna kunde börja spåra hästens utveckling. Det bäst bevarade skelettet hittades 1931 i Big Horn Basin i Wyoming. Paleontologer från California Institute of Technology satte ihop skelettet med största skicklighet och tillsammans med många andra fynd lyckades man göra en rekonstruktion av den lilla hästen.
En Eohippus vid namn El Diablo medverkar i filmen The Valley of Gwangi från 1969 där den uppträder som cirkushäst.